# فيتا كلوب
فيتا كلوب، هو أكبر أندية الكونغو الديمقراطية (زائير سابقًا) بعد تي بي مازيمبي ويمثل بلاده في بطولات أفريقيا للأندية.

## تاريخه
تأسس نادي فيتا كلوب كينشاسا عام 1935 في دولة زائير - الكونغو الديمقراطية حاليًا - ثم تغير اسمه إلى إيه إس فيتا كلوب، ويعد ثاني أكبر الأندية الكونغولية بعد تي بي مازيمبى.
حصل فيتا كلوب على لقب دوري أبطال أفريقيا مرة واحده في تاريخه عام 1973 بمسماها القديم - كأس أفريقيا للأندية أبطال الدورى، ولم يصد لنهائي البطولة مرة أخرى سوى عام 1981 ليحصل على وصافة البطولة القارية آنذاك.
وغاب بعد ذلك الفريق عن نهائيات البطولة الأفريقية ليظهر من جديد على الساحة في منسخة عام 1994 ، ولم يقدر له الإستمرار لينسحب قبل مواجهة مولودية وهران الجزائري في الدور ربع النهائي.
وعاد فيتا كلوب من جديد عام 2004 ليتخطي الدور التمهيدي للبطولة على حساب أولينزي الكينى، قبل أن يصطدم في دور الـ 32 ببطل الكاميرون كانون ياوندي والذي أقصاه من البطولة عقب الفوز في العاصمة الكاميرونية بثلاثية نظيفة، ثم التعادل الإيجابي لهدف لكل فريق في الإياب ليودع بطل الكونفو المسابقة مبكراً.
وتكرر الأمر ذاته خلال نسخة 2011 من البطولة، حيث تمكن الفريق الكونغولي من الفوز على أوشن فيو بطل زنزبار في الدور التمهيدى، حيث تعادل في الذهاب بدولة زنزبار بهدف لكل فريق، وعاد لينتصر على ملعبه بثلاثية نظيفه ويصعد لدور الـ 32 ليواجه القطن الكاميروني والذي يقصيه بهدف نظيف في كل مباراة.
ويبدو أن دور الـ 32 يحمل عقدة لبطل الكونغو حيث أنه ودع المسابقة في نسختها الماضية من نفس الدور حيث تخطى فريق أتليتكو أوليمبيك البوروندي بصعوبة في الدور التمهيدي بالفوز في الكونغو بخماسية نظيفة، وعاد ليتلقى هزيمة مروعة في بوروندي بنتيجة 4-1 ، ليصعد بنتيجة إجمالية 6-4 ويصطدم بجمعية أوليمبي الشلف الجزائري والذي تعادل معه سلبياً في لقاء الذهاب الذي أقيم بالجزائر، ويتلقى هزيمة على أرضه بثلاثية مقابل هدفين.

## إنجازات فريق كرة القدم
- الدوري الوطني الكونغولي

البطل (14) مرة: 1970 ، 1971 ، 1972 ، 1973 ، 1975 ، 1977 ، 1980 ، 1988 ، 1993 ، 1997 ، 2003 ، 2010 ، 2014-15 ، 2017-18
- كأس الكونغو الديمقراطية

البطل (9) مرات : 1971 ، 1972 ، 1973 ، 1975 ، 1977 ، 1981 ، 1982 ، 1983 ، 2001
- كأس السوبر الكونغو الديمقراطية

البطل: 2015
- دوري أبطال أفريقيا

البطل: 1973
- وصيف دوري ابطال أفريقيا عام 1981
- وصيف دوري ابطال أفريقيا عام 2014